# Wissenschaftsjahr 1515
Liste der Wissenschaftsjahre

◄◄ | ◄ | 1511 | 1512 | 1513 | 1514 | Wissenschaftsjahr 1515 | 1516 | 1517 | 1518 | 1519 | ► | ►►

Weitere Ereignisse
Dieser Artikel behandelt das Wissenschaftsjahr 1515.

## Ereignisse

### Biowissenschaften

#### Biologie

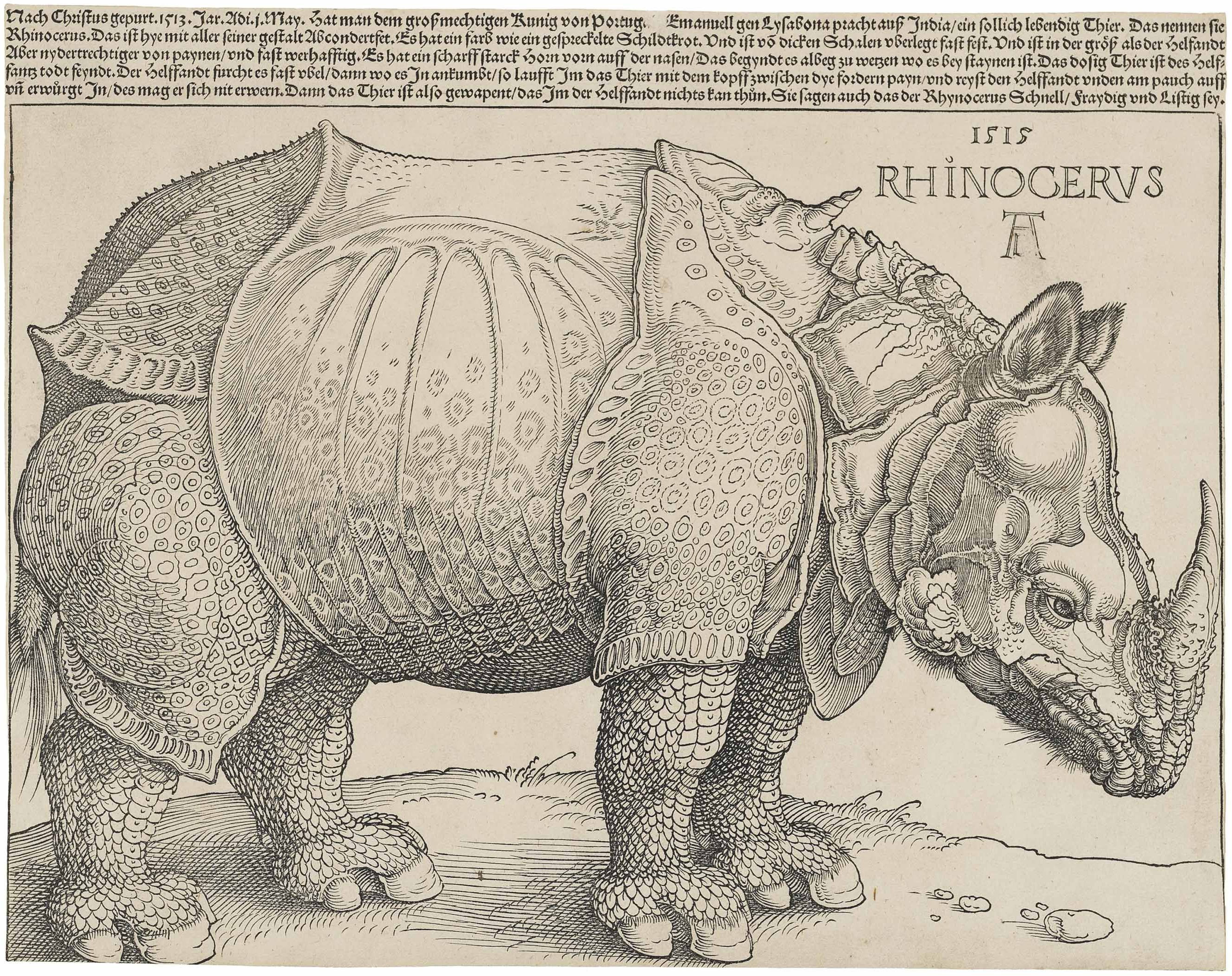
Albrecht Dürer – Rhinoceros

##### Zoologie
- 20. Mai: Erstmals seit dem 3. Jahrhundert setzt am 20. Mai in Lissabon ein Nashorn seinen Fuß auf europäischen Boden. Es handelt sich um ein Geschenk des Vertreters der portugiesischen Krone in Indien, Afonso de Albuquerque, an König Manuel I.[1] Das exotische Tier wird in der Menagerie König Manuels im Ribeira-Palast in Lissabon untergebracht. Mehrere Künstler setzen dem Tier im gleichen Jahr ein Denkmal, unter ihnen Albrecht Dürer mit seinem Holzschnitt Rhinocerus, sowie Hans Burgkmair. Sogar im Gebetbuch Maximilians I. ist eine Abbildung zu finden.

### Geisteswissenschaften

#### Geschichtswissenschaften
- Die erste gedruckte Version der Weltchronik Chronica sive Historia de duabus civitatibus von Otto von Freising, eines der bedeutendsten Geschichtswerke des deutschen Mittelalters, erscheint. Das Werk gehört zum Typus der mittelalterlichen Weltchroniken und schildert in sieben Büchern die gesamte Geschichte der Menschheit von der Erschaffung der Welt bis zur Gegenwart des Autors und im achten Buch eine Vision des Jüngsten Gerichts.

### Naturwissenschaften

#### Astronomie
- 06. Januar: Der italienische Seefahrer Andrea Corsali beschreibt in einem Brief an Giuliano di Lorenzo de’ Medici als erster Europäer die – später so bezeichneten – Magellanschen Wolken.[2]
- Die ersten gedruckten Planisphären von Albrecht Dürer, Johannes Stabius und Konrad Heinfogel erscheinen.[3][4][5][6] Sie zeigen auf zwei Karten den gesamten Himmel: die Hemisphären nördlich und südlich der Ekliptik.

#### Geowissenschaften

##### Kartographie

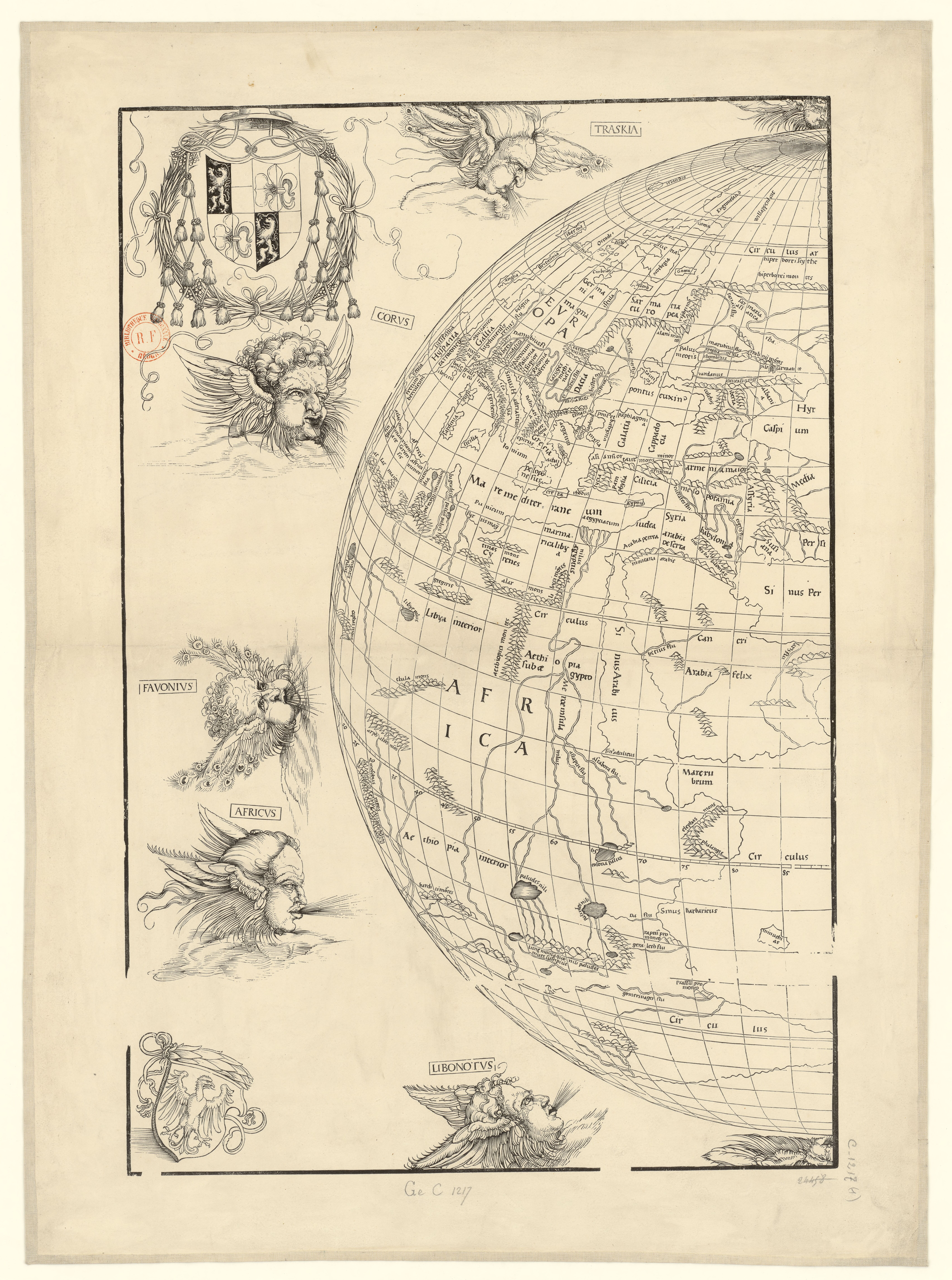
Weltkarte von Dürer und Stabius (1515, linker Teil)

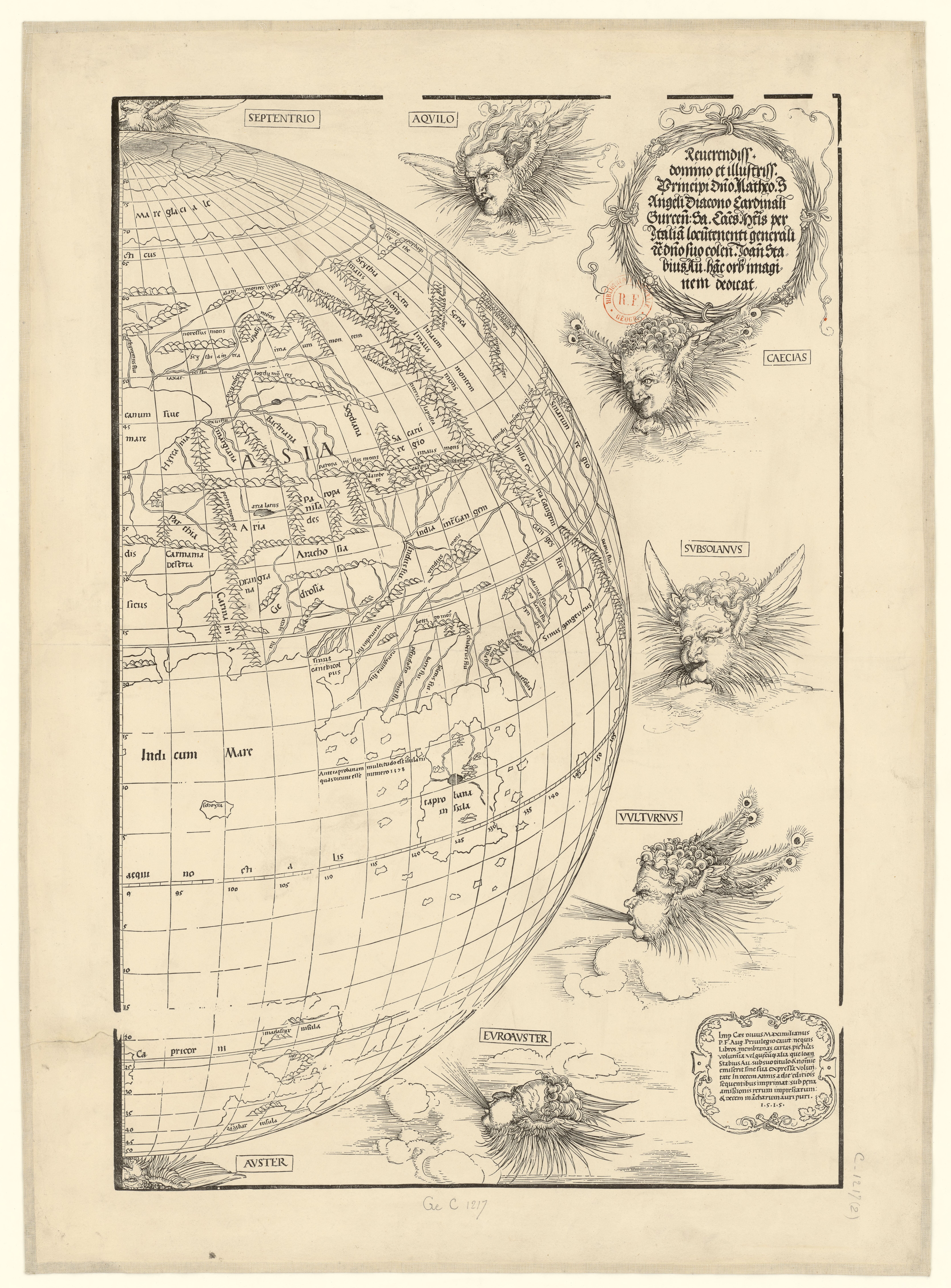
Weltkarte von Dürer und Stabius (1515, rechter Teil)

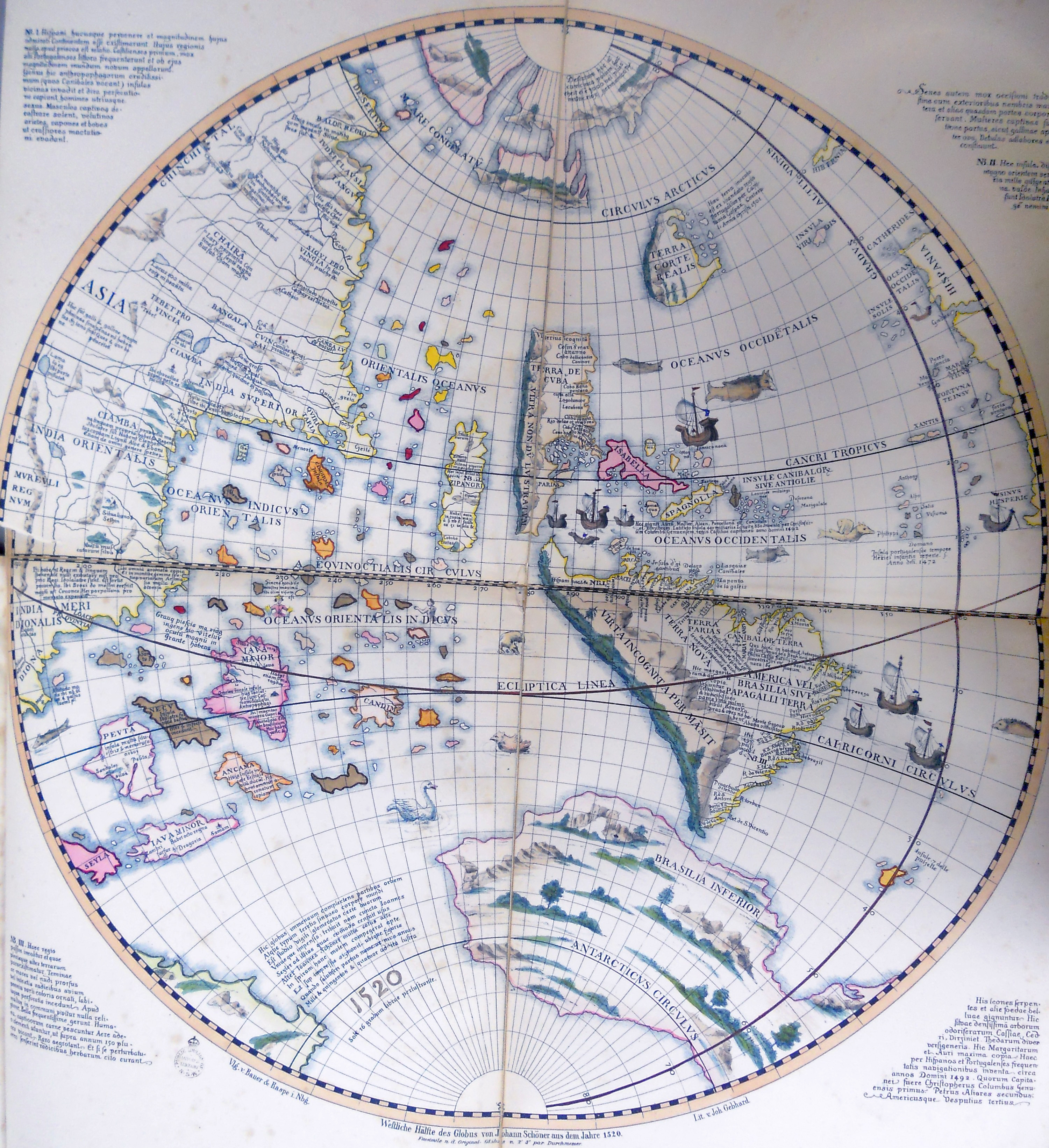
Westliche Hemis-phäre im Globus von Johannes Schöner (1515, Ausgabe von 1520)

- Albrecht Dürer wirkt im Auftrag von Kaiser Maximilian I. an einer von dem Hofastronomen Johannes Stabius entworfenen Karte der Erdhalbkugel mit (Stabius-Dürer-Karte).[7]
- Johannes Schöner veröffentlicht seinen Globus mit der Terra Australis.[8]

## Geboren

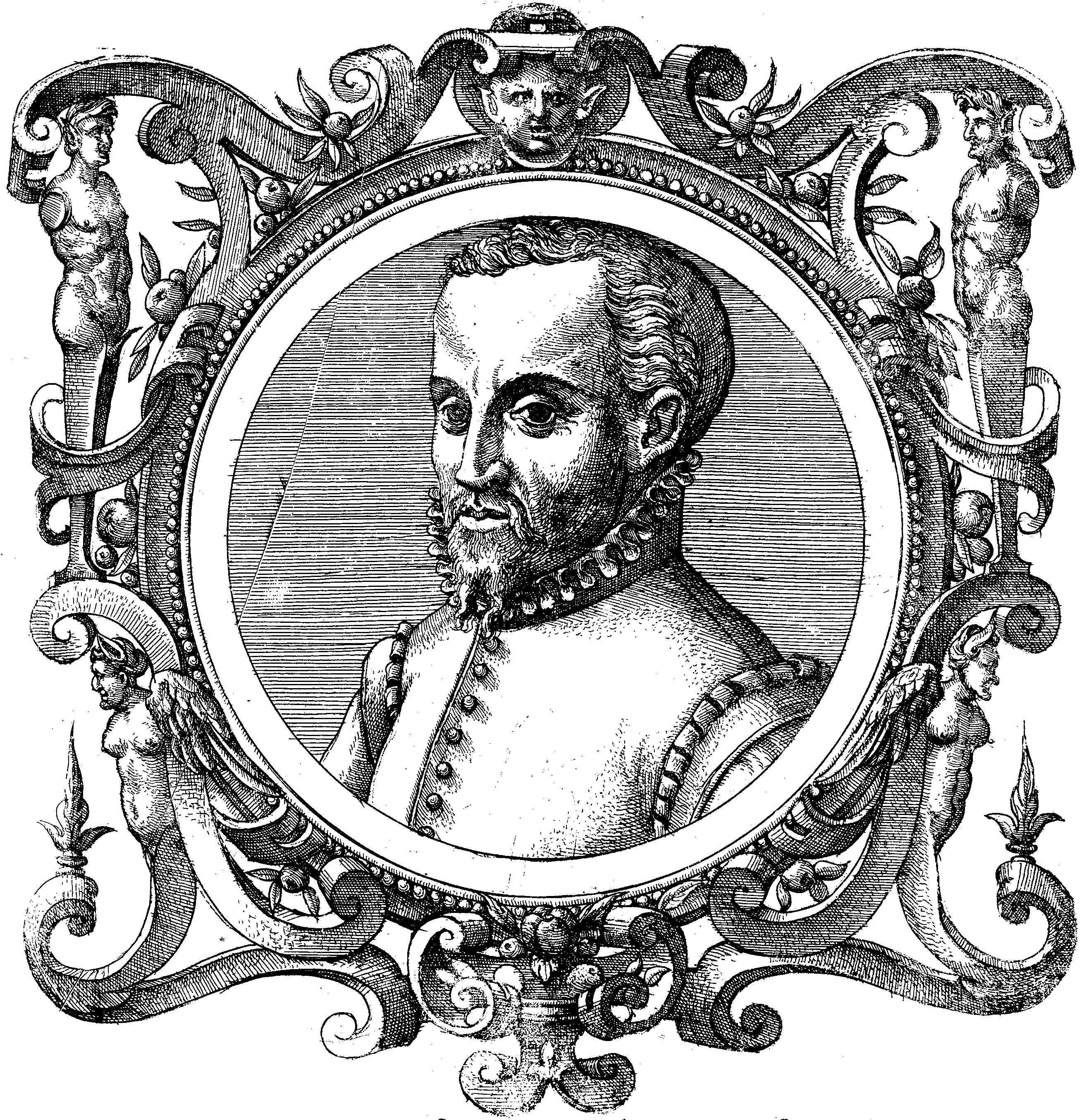
Valerius Cordus; * 18. Februar

### Geburtsdatum gesichert
- 25. Januar: Christoph Preuss von Springenberg, ungarischer Dichter und Rhetoriker († 1590)
- 18. Februar: Valerius Cordus, deutscher Botaniker, Arzt, Pharmakologe und Naturforscher († 1544)

- 13. Mai: Johann Stigel, deutscher Poet und Rhetoriker († 1562)

### Genaues Geburtsdatum unbekannt
- Cristóbal Acosta, portugiesischer Arzt und Botaniker († um 1594)
- Sebastian Castellio, französischer humanistischer Gelehrter, Philosoph und protestantischer Theologe († 1563)
- Cristóvão da Costa, portugiesischer Arzt und Botaniker († um 1594)
- Petrus Ramus, französischer Philosoph und Humanist († 1572)

### Geboren um 1515
- Leonard Digges, britischer Mathematiker und Geodät († um 1559)
- Johann Weyer, Arzt und Gegner der Hexenverfolgung († 1588)

## Gestorben

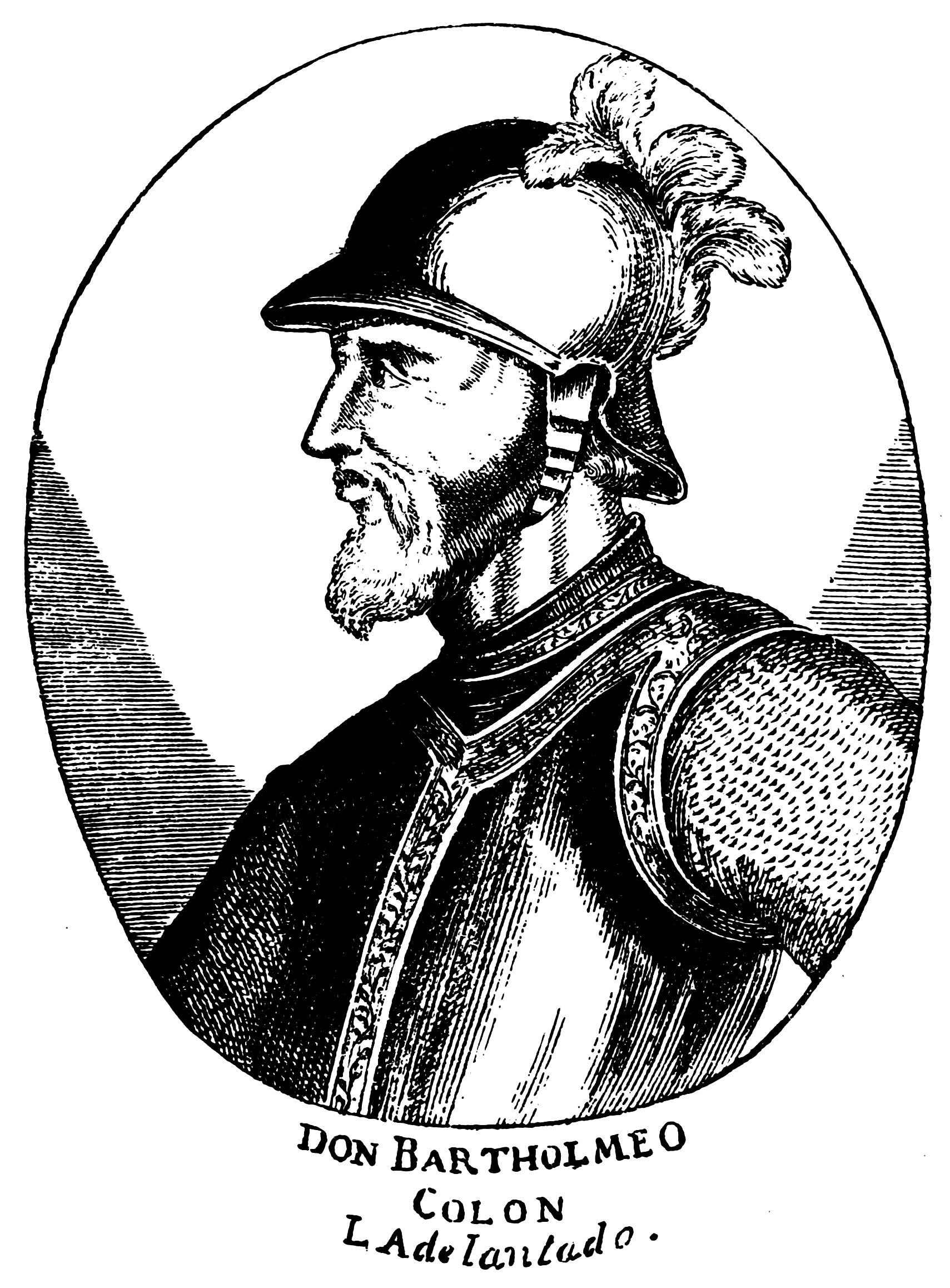
Bartolomeo Kolumbus; † 1515

### Todesdatum gesichert
- 21. Februar: Diego Kolumbus, spanischer Seefahrer und Entdecker, ein jüngerer Bruder von Christoph Kolumbus (* um 1468)
- 01. März: Veit von Fürst, deutscher Jurist, Rat im Dienst Kaiser Maximilians I. und Statthalter des Reichslehens Modena (* um 1468)
- 03. September: Andreas Stiborius, deutsch-österreichischer Astronom, Mathematiker und Theologe (* um 1464)

### Genaues Todesdatum unbekannt
- Bartolomeo Kolumbus, spanischer Kosmograph und Seefahrer, jüngerer Bruder des Christoph Kolumbus (* um 1461)
- Laurentius Laurentianus, italienischer Mediziner und Philosoph (* unbekannt)
- Alonso de Ojeda, spanischer Seefahrer und Entdecker (* um 1466)